# Romeu Evangelista
Romeu Evangelista (Esmeraldas, Brasil; 27 de marzo de 1950) es un exfutbolista de Brasil que jugaba en la posición de centrocampista.

## Carrera

### Club
| Periodo   | Club             |
| --------- | ---------------- |
| 1971–1975 | Atlético Mineiro |
| 1975–1980 | SC Corinthians   |
| 1981      | SE Palmeiras     |
| 1981–1982 | Millonarios FC   |
| 1983-1985 | Nacional AC      |

### Selección nacional
Jugó para Brasil en nueve ocasiones de 1975 a 1978 y anotó un gol en la victoria por 4-0 sobre Venezuela en Caracas por la Copa América 1975.

## Logros
- Brasileirao (1): 1971
- Campeonato Mineiro (1): 1970
- Campeonato Paulista (2): 1975, 1979
- Copa Belo Horizonte (2): 1971, 1972
- Copa Minas Gerais (1): 1975